# Jakob Pöltl
Jakob Pöltl (ur. 15 października 1995 w Wiedniu) – austriacki koszykarz, występujący na pozycji silnego skrzydłowego oraz środkowego, obecnie zawodnik Toronto Raptors.
18 lipca 2018 został wytransferowany do San Antonio Spurs wraz z klubowym kolegą DeMarem DeRozanem oraz chronionym wyborem I rundy draftu 2019 w zamian za Danny'ego Greena i Kawhiego Leonarda. 9 lutego 2023 trafił w wyniku wymiany do Toronto Raptors.

## Osiągnięcia
Stan na 14 lutego 2023, na podstawie, o ile nie zaznaczono inaczej.
NCAA
- Uczestnik rozgrywek:
  - Sweet Sixteen turnieju NCAA (2015)
  - rundy 32 turnieju NCAA (2015, 2016)
- Koszykarz roku konferencji Pac-12 (2016)[5]
- Laureat:
  - Pete Newell Big Man Award (2016)[6]
  - Kareem Abdul-Jabbar Award (2016)[7]
- Zaliczony do:
  - I składu:
    - Pac-12 (2016)
    - debiutantów Pac-12 (2015)
    - turnieju:
      - Pac-12 (2016)
      - Puerto Rico Tip-Off Classic (2016)

  - II składu All-American (2016)

Indywidualne
- Debiutant Roku Austriackiej Bundesligi (2014)

Reprezentacja
- Uczestnik mistrzostw Europy Dywizji B U–18 (2012, 2013 – 20. miejsce)